# Stenoporpia pampinaria
Stenoporpia pampinaria là một loài bướm đêm trong họ Geometridae.